# Mercado de Abastos de Puerto Real
Edificio de estilo neoclásico declarado conjunto histórico artístico, es una obra arquitectónica que data de fines del siglo XVIII y fue terminada en 1802. Es la plaza de abastos más antigua de Andalucía. Actualmente conserva su original uso y es de titularidad pública.

## Proyecto
El proyecto fue presentado por el arquitecto andaluz Torcuato Benjumeda a petición del gobernador de Cádiz, que después de distintos proyectos fallidos buscaba un académico para realizar esta actuación y terminar con los continuos problemas que daban lugar la falta de un espacio adecuado para las transacciones comerciales de abastecimiento.
El proyecto resultó muy costoso; el Cabildo se llevó casi un siglo empeñado por esta obra, aunque se pensó desde el principio en el arriendo de los puestos para costearla.

## Diseño
Las trazas originales sufrieron varias alteraciones que afectaron a los alzados con la eliminación de un cuerpo de altura.
El edificio se sitúa en una parcela que ocupa toda la manzana, y que en proyecto ocupó el espacio de varias casas particulares adquiridas para dicho fin, por lo que presenta fachadas a la calle Soledad y a la calle Nueva.
De planta cuadrada con cuatro crujías en torno a un patio central conserva su doble fachada con siete arcos por la calle Nueva y cinco por la calle Soledad y óculos de cerrajería. Consta de una nave central y dos naves laterales abovedadas. La fachada se compone de arquería abierta en el muro de cerramiento, están revestidas de piedra imitando sillería y se remata con una cornisa. En el centro de los arcos hay oquedades con rejas decorativas.
Actualmente el patio central linda con las traseras de los puestos de venta dispuestos a un lado y a otro de un amplio pasillo que rodea al edificio en su perímetro mayor.

## Reformas y remodelaciones
Un proyecto de remodelación comenzó a principios de los años noventa del siglo XX siempre manteniendo la especial fisionomía del edificio. Se dividió en dos fases:
Así, la primera fase de reformas se acometió en el año 1998, cuando se procedió al arreglo de las bóvedas y a la rehabilitación del interior, al adecentamiento de los locales comerciales y a una mejora de los servicios básicos.
La segunda fase: De estas partidas destaca especialmente la prevista en el 2004, cuando la previsión para invertir en el Mercado era de 90.000 euros, cantidad que finalmente no se utilizó para la reforma de este espacio. Una cuantía eminentemente superior a los 24.000 que se han previsto para el año 2006, donde sólo se podrá afrontar el arreglo de los techos, con boquetes que provocan una humedad constante en épocas de lluvias.
Por tanto, de la segunda fase de remodelación que se previó aún quedó por ejecutarse el arreglo del patio interior de la plaza, donde, con las lluvias, se producía una concentración de aguas fecales y excrementos, y la mejora de las tuberías y alcantarillado del patio, hecho que se debe a la petición de los comerciantes de agrandar sus superficies por el lado trasero. Además, los comerciantes solicitaron un antideslizante para el resbaladizo suelo y un mayor servicio de limpieza.
Uno de los mayores inconvenientes trataba de la negativa de los tenderos a abandonar sus puestos de trabajo mientras se producía la remodelación, ya que consideraban que afectaría negativamente a su sustento de vida. Se tiene constancia de la sustitución del pavimento y saneamiento de instalaciones anteriores sin funcionalidad, en 2010.
En octubre de 2022 se inició una reforma mayor en la plaza que cambiaría por completo su fisonomía.

## Efemérides
En octubre de 2011 y por tiempo de un mes, el edificio acogió una muestra de obras del escultor isleño Antonio Mota, destacando la obra como: María, una mujer embarazada de más de dos metros de altura; Camarón de la Isla, una réplica del monumento al cantaor en su ciudad, y otras como Hércules, también en fibra de vidrio, representa una cabeza retrato de unos dos metros de altura; Escultura al marisquero es una réplica del monumento al marisquero que se encuentra en San Fernando; Jabeguero es un detalle del monumento al pescador de la playa de La Fontanilla en Conil, realizado en resina de poliéster. Dicha exposición fue patrocinada por el Ayuntamiento de la ciudad.